# Hannah Grace holtteste
A Hannah Grace holtteste (eredeti cím: The Possession of Hannah Grace) 2018-as amerikai természetfeletti horrorfilm, melyet Diederik Van Rooijen rendezett és Brian Sieve írt. A főszereplők Shay Mitchell, Kirby Johnson, Stana Katić, Grey Damon és Nick Thune.
Az Amerikai Egyesült Államokban 2018. november 30-án mutatta be a Screen Gems, míg Magyarországon DVD-n jelent meg.
Általánosságban negatív véleményeket kapott a kritikusoktól. A Metacritic oldalán a film értékelése, mely 37 véleményen alapul, 10% a 100-ból. A Rotten Tomatoeson a Hannah Grace holtteste 20%-os minősítést kapott, 50 értékelés alapján, Bevételi szempontból viszont jól teljesített; világszerte több mint 41 millió dollárt gyűjtött, ami az 5,5 milliós büdzsével szemben jó eredmény.
A film középpontjában az ex-rendőr Megan Reed, aki arra lesz figyelmes a hullaházban, hogy egy nemrégiben elhunyt fiatal nő sebei folyamatosan gyógyulnak azt feltételezve, hogy megszállta őt egy entitás.

## Szereplők
| Szerep                                                  | Színész          | Magyar hang        | Leírás                                                                |
| ------------------------------------------------------- | ---------------- | ------------------ | --------------------------------------------------------------------- |
| Megan Reed                                              | Shay Mitchell    | Nagy Katica        | Nyugtalan ex-zsaru, aki a hullaház éjszakai műszakába kerül dolgozni. |
| Lisa Roberts                                            | Stana Katić      | Kisfalvi Krisztina | Nővér, valamint Megan barátnője.                                      |
| Andrew Kurtz                                            | Grey Damon       | Fehér Tibor        | Rendőrtiszt és Megan ex-barátja.                                      |
| Hannah Grace                                            | Kirby Johnson    | Csépai Eszter      | Egy gonosz démon által megszállott lány, aki feltámad.                |
| Grainger                                                | Louis Herthum    | Mihályi Győző      | Hannah Grace aggódó édesapja.                                         |
| Randy                                                   | Nick Thune       | Dankó István       | Egy mentős és Megan barátja                                           |
| Ernie Gainor                                            | Jacob Ming-Trent | Pavletits Béla     | Egy biztonsági őr a kórház elülső területén.                          |
| Dave                                                    | Max McNamara     | Sándor Péter       | Biztonsági őr a kórházban, aki odavan Meganért.                       |
| További magyar hangok                                   |                  |                    |                                                                       |
| Juhász István, Melis Gábor, Balogh Anikó, Bácskai János |                  |                    |                                                                       |